# ジョージ・ファン・ビースブルック賞
ジョージ・ファン・ビースブルック賞（George Van Biesbroeck Prize）はアメリカ天文学会が天文学の分野で長年の貢献をした人物に贈る賞である。
1979年から1996年まではファン・ビースブルック賞財団が賞を贈っていたが1997年以降アメリカ天文学会の贈る賞となった。ヤーキス天文台を65歳で退職した後も27年間にわたって天文学の分野で活躍したジョージ・ファン・ビースブルック（1880年 - 1974年）を記念して設けられた賞である。

## 受賞者一覧

### ファン・ビースブルック賞財団の賞
- 1979年： D. Scott Davis
- 1980年： Marcia Rieke
- 1981年： Marc Aaronson, Jeremy Mould
- 1982年： Erick Young
- 1983年： 受賞者なし
- 1984年： John Stocke
- 1985年： Mark Giampapa
- 1986年： John Hill
- 1987年： 受賞者なし
- 1988年： Dorrit Hoffleit
- 1989年： ブライアン・マースデン
- 1990年： アデン・マイネル
- 1991年： Barry Clark
- 1992年： Bob Kurucz
- 1993年： ジャネット・アクユズ・マッテイ
- 1994年： Wayne Warren, Jr.
- 1995年： Arlo Landolt
- 1996年： Dave Crawford

### アメリカ天文学会の賞
- 1997年： ヘルムート・アブト
- 1998年： Frank Lovas
- 1999年： Barry Lasker
- 2000年： D. Harold McNamara
- 2001年： Michael Kurtz
- 2002年： Victor Blanco
- 2003年： Donat Wentzel
- 2004年： Rodger Doxsey
- 2005年： Eric Greisen
- 2006年： 受賞者なし
- 2007年： Stephen P. Maran
- 2008年： Peter Stetson
- 2009年： Father George V. Coyne
- 2010年： Virginia Trimble
- 2011年： David S. Leckrone
- 2012年： C. Megan Urry
- 2014年： Michael Hauser
- 2016年： Richard A. Perley
- 2018年： Debra Meloy Elmegreen
- 2020年： Roc Cutri